# ضياء الرحمن برق
ضياء الرحمن برق (بالإنجليزية: Zia ur Rahman Barq): هو سياسي هندي وعضو في الجمعية التشريعية الثامنة عشرة لأتر برديش منذ 10 مارس 2022، وحتى 4 يونيو 2024 من دائرة انتخابات كونداركي، وهو عضو في البرلمان منذ 7 يونيو 2024 من دائرة سامبال كمرشح لحزب سماجوادي.
كان عضوًا في مجلس اتحاد المسلمين (الهند).
اندلعت أعمال عنف في سامبال مؤخرًا بسبب تفتيش مسجد شاهي جامع، بأمر من المحكمة. مما أدى إلى اندلاع أعمال عنف بين إدارة الشرطة والمدنيين في 24 نوفمبر. سجلت الشرطة جنحة جنائية ضد ضياء لتحريضه على العنف.